# Spåndals Bergsjö
Spåndals Bergsjö är en sjö i Laxå kommun i Västergötland och ingår i Motala ströms huvudavrinningsområde.
Sjön ingår i naturreservatet Tutterskulle.